# Henrik Frans Alexander von Eggers
Henrik Frans Alexander von Eggers, född 1844, död 1903, var en dansk baron och botaniker. Han var far till Olga Eggers.
Eggers föddes i Slesvig och var ursprungligen militär, han blev kapten 1878. 1885 tog von Eggers avsked från militäryrket för att helt ägna sig åt floristiska studier. Under en mängd resor i olika länder insamlade han ett rikt herbariematerial och har bland annat utgivit The Flora of S:te Croix and the Virgin islands (1879).